# Sedin Torlak
Sedin Torlak (Sarajevo, 12 gennaio 1985) è un allenatore di calcio ed ex calciatore bosniaco, di ruolo difensore, tecnico del Famos Hrasnica.

## Carriera

### Giocatore
Crebbe calcisticamente nel Famos Hrasnica con cui, nei sedicesimi di finale di Coppa di Bosnia ed Erzegovina 2004-2005, segnò l'unica rete per la sua squadra nella sconfitta contro il Sarajevo. Successivamente indossò la casacca del SAŠK Napredak per poi approdare proprio nella squadra capitolina a cui segnò anni prima. Con i Bordo-Bijeli trascorse lo spezzone più importante della propria carriera difendendone i colori per 141 volte e diventandone il capitano. Sempre con la squadra capitolina ricevette per ben due volte il premio assegnato dai tifosi "Ismir Pintol".

### Allenatore
Nel luglio 2017 diventa un nuovo allenatore del settore giovanile del Sarajevo, carica che mantiene fino al giugno 2021 per poi venir licenziato.
Nel luglio 2021 prende le redini del Famos Hrasnica, squadra nella quale mosse i primi passi da calciatore.

## Statistiche

### Cronologia presenze e reti in nazionale
| Cronologia completa delle presenze e delle reti in nazionale ― Bosnia ed Erzegovina | Cronologia completa delle presenze e delle reti in nazionale ― Bosnia ed Erzegovina | Cronologia completa delle presenze e delle reti in nazionale ― Bosnia ed Erzegovina | Cronologia completa delle presenze e delle reti in nazionale ― Bosnia ed Erzegovina | Cronologia completa delle presenze e delle reti in nazionale ― Bosnia ed Erzegovina | Cronologia completa delle presenze e delle reti in nazionale ― Bosnia ed Erzegovina | Cronologia completa delle presenze e delle reti in nazionale ― Bosnia ed Erzegovina | Cronologia completa delle presenze e delle reti in nazionale ― Bosnia ed Erzegovina |
| Data                                                                                | Città                                                                               | In casa                                                                             | Risultato                                                                           | Ospiti                                                                              | Competizione                                                                        | Reti                                                                                | Note                                                                                |
| ----------------------------------------------------------------------------------- | ----------------------------------------------------------------------------------- | ----------------------------------------------------------------------------------- | ----------------------------------------------------------------------------------- | ----------------------------------------------------------------------------------- | ----------------------------------------------------------------------------------- | ----------------------------------------------------------------------------------- | ----------------------------------------------------------------------------------- |
| 10-12-2010                                                                          | Adalia                                                                              | Bosnia ed Erzegovina                                                                | 2 – 2                                                                               | Polonia                                                                             | Amichevole                                                                          | -                                                                                   | 58’                                                                                 |
| Totale                                                                              |                                                                                     | Presenze                                                                            | 1                                                                                   |                                                                                     | Reti                                                                                | 0                                                                                   |                                                                                     |